# 31 de gener
El 31 de gener és el trenta-unè dia de l'any del calendari gregorià. Queden 334 dies per a acabar l'any i 335 en els anys de traspàs.

## Esdeveniments
Països Catalans
- 1837 - Torreblanca (Plana Alta): els carlins van guanyar en la batalla de Torreblanca durant la Primera Guerra Carlina.
- 1911 - Peníscola, Baix Maestrat: Un dur temporal de mar assota la costa durant quatre dies, causant nombrosos danys i acabant amb la vida de 37 mariners de la flota de pesca de Peníscola.
- 1929 - Apareix el primer número de la revista Mirador.[1]
- 1971 - Barcelona: la big band de jazz "La Locomotora Negra" fa el seu primer concert, tot just com a quintet, a l'antiga Cova del Drac del carrer Tuset.
- 1986 - Catalunya: una abundant nevada causa múltiples problemes a les vies de comunicació i a les línies elèctriques i telefòniques.
- 1994 - Barcelona: un incendi destrueix el Gran Teatre del Liceu.

Resta del món
- 1753: Ferran VI d'Espanya signa el Concordat de 1753, un acord amb la Santa Seu en el qual es ratifica el Patronat reial.
- 1881 - Illa de Man, Regne Unit: S'hi reconeix el sufragi femení.[2]
- 1891 - Múnic, Alemanya: s'estrena l'obra Hedda Gabler d'Henrik Ibsen al Residenztheater.[3]
- 1901 - Moscou: s'estrena l'obra Les tres germanes d'Anton Txékhov.
- 2020: el Regne Unit surt de la Unió Europea.

## Naixements
Països Catalans
- 1907 - Manresa, Província de Barcelona: Josep Maria Planes i Martí, periodista i dramaturg català, fou un dels primers impulsors del periodisme d'investigació a Catalunya (m. 1936).
- 1908 - Manila, Filipines: Concepció Panadès i Juanengo, soprano catalana (m. 1981).[4]
- 1917 - Lleida: Pepita Reimundi, mestra i pedagoga socialista catalana (m. 2009).[5]
- 1918 - Barcelona: Joan Barat i Creus, poeta i escriptor català (m. 1996).
- 1946 - Barcelona: Maria Eugenia Ibáñez Calle, periodista catalana.[6]
- 1948 - Girona: Joaquim Nadal i Farreras, polític català i catedràtic d'història contemporànea català de la Universitat de Girona.
- 1952 - Barcelona: Adelina Castillejo i Garnés, periodista catalana que ha treballat sobretot a la ràdio.[7]
- 1956 - Barcelona: Artur Mas i Gavarró, 129è President de la Generalitat de Catalunya, economista i polític català.
- 1962 - Barcelona, Anna Aguilar-Amat, poeta i assagista catalana, investigadora i professora universitària.[8]
- 1986 - Castelló de la Plana: Marta Linares García, gimnasta rítmica valenciana, olímpica a Atenes 2004.[9]
- 1987 - Montgat, Maresme: Sílvia Domínguez Fernández, jugadora de bàsquet catalana.[10]

Resta del món
- 1624 - Anvers, Flandes: Arnold Geulincx, filòsof i lògic racionalista, adepte de l'ocasionalisme (m. 1669).[11]
- 1797 - Viena, Sacre Imperi Romanogermànic: Franz Schubert, compositor austríac.
- 1820 - Ferrol: Concepción Arenal, escriptora gallega, precursora feminista (m. 1893).[12]
- 1868 - Germantown, Pennsilvània, EUA: Theodore William Richards, físic nord-americà, Premi Nobel de Química de l'any 1914 (m.1928).
- 1873 - Dresden: Melitta Bentz, emprenedora alemanya, inventora de la cafetera Melitta i del filtre de paper per al cafè (m. 1950).[13]
- 1881 - Nova York, EUA: Irving Langmuir, físic i químic estatunidenc, Premi Nobel de Química de 1932 (m. 1957).
- 1889 - Reserva Yankton, Dakota del Sud: Ella Cara Deloria, lingüista, antropòloga i escriptora sioux yankton (m. 1971).[14]
- 1893 - París, França: Freya Stark, exploradora i escriptora britànica (m. 1993).[15]
- 1901 - Madrid: Jimena Menéndez-Pidal Goyri, pedagoga espanyola (m. 1990).[16]
- 1902 - Uppsala, Suècia: Alva Myrdal, política i escriptora sueca, Premi Nobel de la Pau de l'any 1982 (m. 1986).[17]
- 1911 - Strumica, Imperi Otomà: Baba Vanga, clarivident i curandera macedònica (m. 1996).[18]
- 1924 - Tbilisi, RSS de Geòrgia: Tenguiz Abuladze, director de cinema georgià.
- 1929
  - Londres: Jean Simmons, actriu anglesa nominadados cops al premi Oscar (m. 2010).[19]
  - Múnic: Rudolf Mößbauer, físic alemany, Premi Nobel de Física 1961 (m. 2011).
  - Pisa - Itàlia: Girolamo Arnaldi, historiador i professor universitari italià.
- 1932 - Brno, República Txeca: Ludmila Javorová, primera dona catòlica ordenada sacerdot.[20]
- 1935 - Utxiko, Japó: Kenzaburō Ōe, escriptor japonès, Premi Nobel de Literatura 1994.
- 1937 - Baltimore, Maryland (EUA): Philip Glass, compositor estatunidenc.[21]
- 1954 - Enschede (Països Baixos): Adrian Vandenberg, guitarrista de rock dur i glam rock, conegut pel seu treball a Whitesnake.[22]
- 1956 - Haarlem, Països Baixos: Guido van Rossum, informàtic neerlandès, creador del llenguatge de programació Python.[23]
- 1957 - Whittier, Estats Units: Shirley Babashoff, nedadora nord-americana que destacà a la dècada del 1970.[24]
- 1961 - Banjul, Gàmbia: Fatou Bensouda, advocada, fiscal i ministra gambiana, Fiscal de la Cort Penal Internacional.[25]
- 1969 - Alcalá de Henares, Espanya: Rafael Guijosa Castillo, jugador i entrenador de handbol.
- 1973 - Horsham, Victòria: Portia de Rossi, actriu australianoestatunidenca de televisió i cinema.[26]
- 1982 - Göteborg, Suècia: Élena Paparizu, cantant que va guanyar el Festival d'Eurovisió celebrat a Kíiv, Ucraïna), representant a Grècia.

## Necrològiques
Països Catalans
- 1680 - Madrid: Llorenç Matheu i Sanç, jurista, poeta, humanista i polígraf valencià (n. 1618).
- 1738 - València: Baltasar Escrivà d'Íxer i Montsoriu, aristòcrata i erudit valencià, virrei de Mallorca (64 anys).
- 1907 - Barcelona: Maria del Pilar Maspons i Labrós, Maria de Bell-lloc, escriptora catalana (n. 1841).[27]
- 1920 - Sabadell: Antoni Morral Corominas, conegut com a Tonet el cec, Tonet de la guitarra o el Cec Antonet, cec, pidolaire i predicador protestant (n. 1871).
- 1927 - Barcelona: Josep Pin i Soler, escriptor català (n. 1842).[28]
- 1973 - Saragossa: Zoe Rosinach Pedrol, farmacèutica lleidatana, primera doctora en Farmàcia de l'Estat (n. 1894).[29]
- 1996 - Barcelona: Paquita Ferràndiz, actriu teatral catalana (n. 1921).[30]
- 1998 - Barcelona: Jaume Fuster i Guillemó, escriptor i traductor català (n. 1945).
- 2012 - Lleó, Espanya: Fabià Estapé i Rodríguez, economista polític, professor universitari català (n. 1923).

Resta del món
- 1119 - Lieja (Principat de Lieja): Otbert de Lieja, príncep-bisbe del principat de Lieja.
- 1228 - Varilhas (Arieja)ː Guiu de Montfort, noble francès, germà de Simó de Montfort. Lluità contra la noblesa occitana durant la Croada albigesa.[31]
- 1580 - Almeirim (Portugal): Enric I de Portugal, regent i rei de Portugal.
- 1888 - Torí (el Piemont, Itàlia): Giovanni Melchiorre Bosco, fundador dels salesians.
- 1928 - Wilsele (Bèlgica): Joseph François Piscador, arquitecte.
- 1933 - Londres (Anglaterra): John Galsworthy, escriptor anglès, premi Nobel de Literatura de 1932.
- 1944 - París (França): Jean Giraudoux, novel·lista i dramaturg occità en llengua francesa (n. 1882).
- 1955 - Orlando, Florida (EUA): John Raleigh Mott, diplomàtic nord-americà, Premi Nobel de la Pau de 1946 (n. 1865).
- 1967 - Audregnies, Quiévrain, Bèlgica: Marthe Donas, pintora abstracta i cubista belga (n. 1885).[32]
- 1973 - Ragnar Frisch, economista noruec guardonat amb el Premi Nobel d'Economia el 1969.
- 1974 - Los Angeles, Califòrnia (EUA): Samuel Goldwyn, productor de cinema estatunidenc d'origen polonès, que va fundar algunes de les productores cinematogràfiques més importants, com la Paramount o la Metro-Goldwyn-Mayer (n. 1879).[33]
- 2000 - Miami, Florida (EUA): Gil Kane, dibuixant de còmics estatunidenc nascut a Letònia (n. 1926).[34]
- 2012 - Manhattan, Nova York: Dorothea Tanning, pintora, il·lustradora, escultora i escriptora estatunidenca (n. 1910).[35]
- 2006 - Oxford: Moira Shearer, famosa ballarina i actriu escocesa (n. 1926).[36]
- 2015 - Berlín (Alemanya): Richard von Weizsäcker, polític alemany, alcalde de Berlín (1981-1984), President d'Alemanya (1984-1994), Premi Internacional Catalunya 1995 (n. 1920).

## Festes i commemoracions
- Onomàstica: sants Eusebi de Sankt Gallen, monjo; Joan Bosco, fundadors dels salesians; Geminià de Mòdena, bisbe; Marcel·la de Roma; Potàmia de Santurde, eremita; Martí de Soure; beats: Ludovica Albertoni; Bernat de Travesseres, màrtir dominic; Maria Cristina de Savoia, reina; venerable Álvaro de Rojas de Santa María.